# نروی

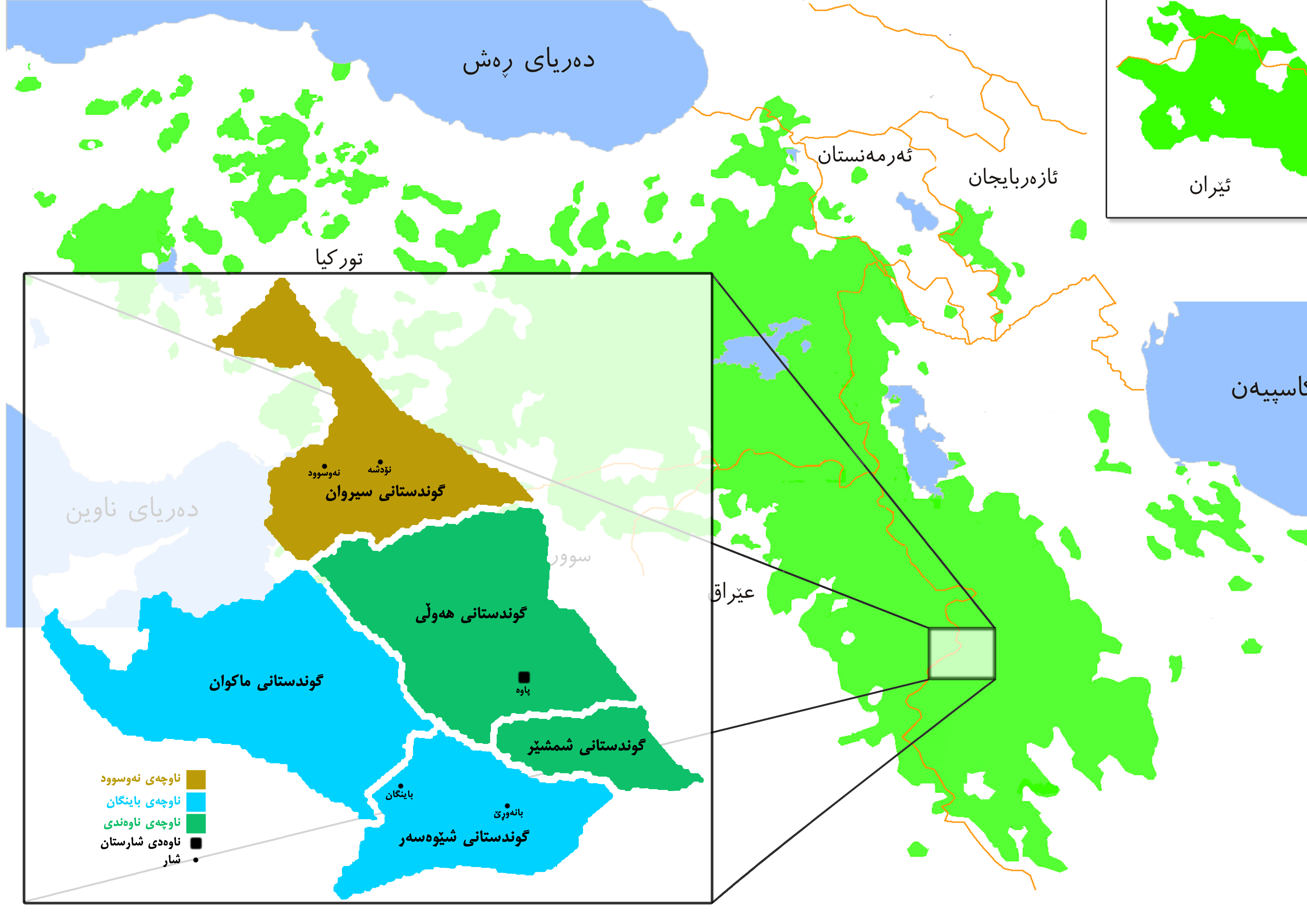
شهرستان پاوه روی نقشه

نروی، روستایی از توابع بخش نوسود شهرستان پاوه در استان کرمانشاه ایران است.
روستای نروی یکی از روستاهای تابعه بخش نوسود در شهرستان پاوه در استان کرمانشاه و از روستاهای بسیار زیبا و دیدنی هورامان لهون می باشد. فاصله این روستا تا شهر نوسود ۱۵ کیلومتر است. این روستا از شمال به کوههای سربه فلک کشیده شمشی و ملندوو , از جنوب به روستای نیسانه و رود سیروان ، از شرق به روستای شرکان و شهر نودشه و از غرب به روستای وزلی و شهر نوسود منتهی می شود. جمعیت روستا حدود ۱۰۰۰نفر می باشد. شغل غالب مردم باغداری و تعدادی نیز در ادارات و شرکتها مشغول به کارهستند . روستای نروی همانند دیگر روستاهای هورامان از قدمتی طولانی و تاریخی برخوردار است. مردم آن مردمی قانع ، خونگرم، مهربان و با دیانت هستند . این روستا در جریان جنگ ایران و عراق (یک سال بعد از جنگ) در سال ۱۳۶۸ بطور کلی تخلیه شد و مردم به شهر پاوه مهاجرت کردند و پس از سه سال دیگر بار به روستای خود برگشتند در جریان این مهاجرت روستا کاملا متغیر شد و نوسازی و بازسازی کامل خانه ها صورت گرفت .این روستا طبیعت بسیار زیبایی دارد و از آب و هوای مطبوعی برخوردار است.این روستا از جاهای دیدنی مثل تپه مسیله و نگین هورامان و چشمه شاوان برخورداراست.از جمله محصولات باغهای این روستا میتوان به گردو، انار،و توت اشاره کرد.همچنین از غذاهای سنتی این روستا "کلانه" را میتوان برشمرد.

## جمعیت
این روستا در دهستان سیروان قرار دارد و جمعیت آن حدودا نفراست1000